# Changjiang (köpinghuvudort i Kina, Jiangsu Sheng, lat 32,10, long 120,56)
Changjiang är en köpinghuvudort i Kina. Den ligger i provinsen Jiangsu, i den östra delen av landet, omkring 170 kilometer öster om provinshuvudstaden Nanjing. Antalet invånare är 81 655. Befolkningen består av 38 922 kvinnor och 42 733 män. Barn under 15 år utgör 10,0 %, vuxna 15-64 år 75 %, och äldre över 65 år 13,0 %.
Runt Changjiang är det mycket tätbefolkat, med 1 517 invånare per kvadratkilometer. Närmaste större samhälle är Jinfeng, 17,9 km sydost om Changjiang. Trakten runt Changjiang består till största delen av jordbruksmark.
Genomsnittlig årsnederbörd är 1 284 millimeter. Den regnigaste månaden är juli, med i genomsnitt 239 mm nederbörd, och den torraste är januari, med 34 mm nederbörd.